# Elaphoglossum barbatum
Elaphoglossum barbatum là một loài thực vật có mạch trong họ Lomariopsidaceae. Loài này được (H. Karst.) Hieron. mô tả khoa học đầu tiên năm 1904.